# Fibrose

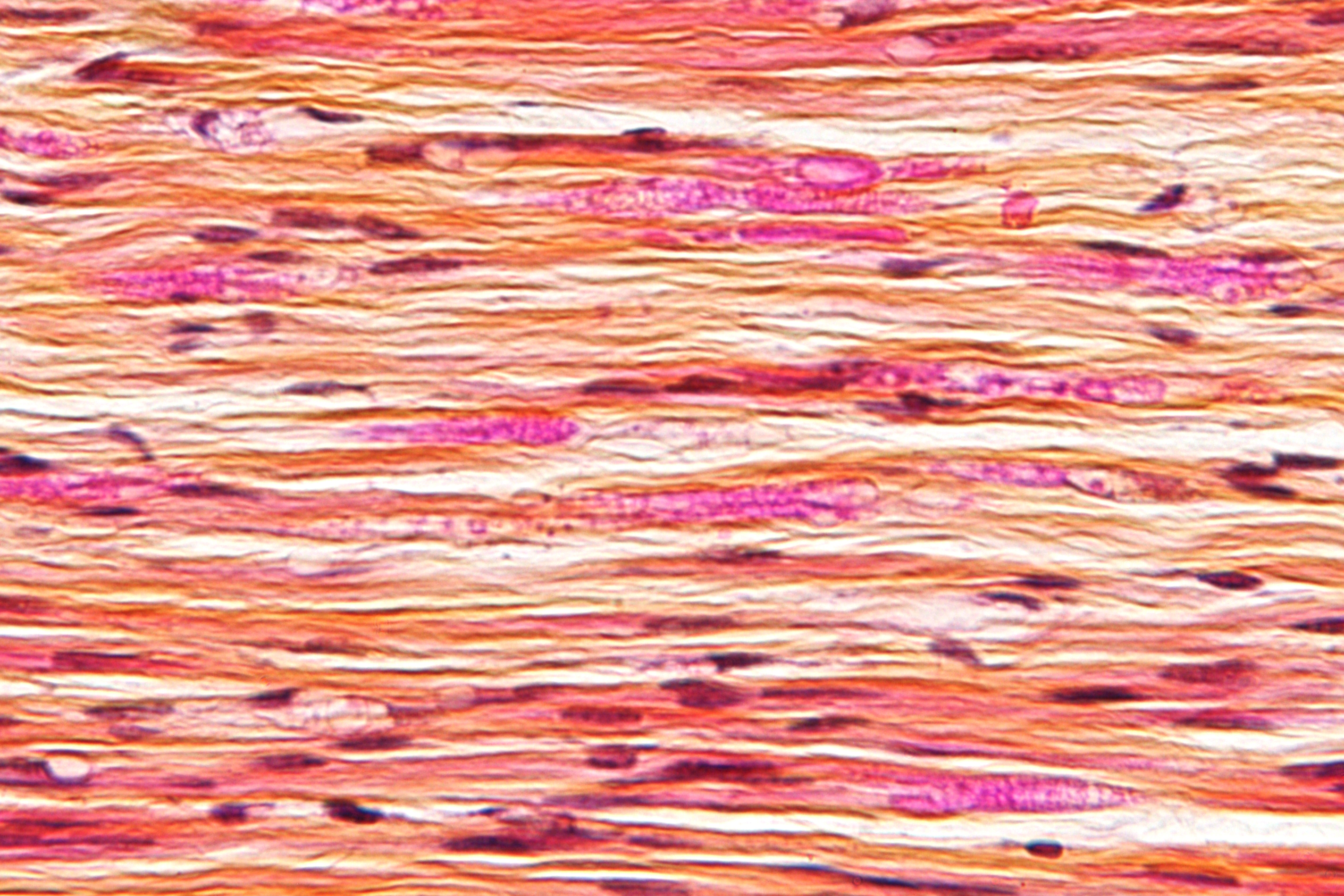
Endoneuriale fibrose bij een zenuw

Fibrose is bindweefselvorming in een orgaan of weefsel, doorgaans bij een genezingsproces indien goedaardig of in een pathologische manifestering.
Het voorkomen van dit proces kan een reactief, goedaardig of pathologisch verschijnsel zijn, afhankelijk van de grondslag (oorzaak van intreden fibroseproces) en de manifesteringsvorm. Een voorbeeld van fibrose als reactief verschijnsel is littekenvorming. Als bindweefselcellen uit het niets een proces van fibrose in gang zetten, dan ontstaat een fibroom, een bindweefselgezwel. Fysiologisch is fibrose een natuurlijk mechanisme dat plaatselijk in het lichaam bindweefseltoename bewerkstelligt en naast goedaardige manifesteringsvormen (zoals littekenvorming) ook kwaardaardige verlopen kent, zoals het aantasten van onderliggende organen of weefsels door overtollige bindweefselvorming, waarbij dit schadelijke effect een negatieve uitwerking kan hebben op de functie van het aangedane orgaan. De term fibrose kan gebruikt worden om zowel een goedaardige als kwaardaadige opbouw van bindweefsel aan te duiden, en zo ook het genezingsproces bij verwondingen in het stadium vóór complete genezing (toename bindweefsel ten behoeve van de plaatselijke weefselheropbouw) Het proces van fibrose wordt gefaciliteerd door de aanlevering van extracellulaire matrix (ECM) eiwitten zoals collageen, naar de locatie van actie (zoals een verwonding), waar het vervolgens voor verlittekening en verdikking van het aangedane weefsel zorgt.
In het geval van een kwaardaardig fibroseproces blijft dit principe gelden, maar tast het (de werking van) een orgaan aan door middel van een overdreven genezingsreactie veroorzaakt door een interne verwonding of inwendige pathologische toestand.

## De belangrijkste mechanismen van fibrose TGF-β en de canonieke signalering
De TGF-β is de belangrijkste groeifactor die betrokken is bij fibrose. TGF-β wordt snel geïnduceerd na een blessure en trekt macrofagen en fibroblasten aan die meer van deze groeifactor vrijgeven; daarom kan TGF-β zichzelf in stand houden via een autocriene (door de cel zelf) lus. Zoals alle leden van de TGF-β-superfamilie (bijna 30 eiwitten), is het een dimeer eiwit, gesynthetiseerd als een latente voorloper gebonden aan andere eiwitten die Latent TGF-β Binding Proteins (LTBP) en latency-associated peptide (LAP) worden genoemd. TGF-β wordt geactiveerd wanneer de gebonden eiwitten worden losgemaakt en bindt aan een heterodimere tyrosinekinasereceptor (samengesteld uit de type I en type II TGF-β-receptorsubeenheden) om het signaal te transduceren. Het ‘canonieke’ TGF-β-signaleringsreactiepad omvat de activering van de Smads, een familie van transcriptionele activatoreiwitten. De TGF-β-receptor fosforyleert direct de R-Smads (receptor-geactiveerde Smads), Smad2 en 3, die binden aan de gemeenschappelijke Smad-mediator, Smad4, en zich verplaatsen naar de kern. Smad3 is vereist voor TGF-β-geïnduceerde genexpressie, terwijl Smad2 noodzakelijk is voor de normale ontwikkeling en ook betrokken lijkt te zijn bij de regulatie van de, TGF-β-geïnduceerde, expressie van de pro-fibrotische matrix metalloproteïnase 2 (MMP2). Smad3 speelt ook een sleutelrol bij de door TGF-β gemedieerde inductie van andere belangrijke signaalmediatoren zoals c-fos en Smad7. Dit laatste maakt deel uit van een andere groep Smad-eiwitten, de ‘remmende Smads’ genaamd, waartoe ook Smad6 behoort. Ze controleren de TGF-β-signalering door de fosforylatie van R-Smads te remmen. Deze remmende activiteit wordt vooral gemedieerd door Smad7 door rechtstreeks te concurreren met Smad2 en 3 voor de TGF-β-receptorbinding. TGF-β zelf kan Smad7 induceren, wat duidt op een autoregulerend mechanisme, tenminste onder normale omstandigheden.

## TGF-β en de niet-canonieke signalering
Naast de ‘canonieke’ signaalroute kan TGF-β ook signaleren via ‘niet-canonieke’, niet-Smad-routes, die ook de epitheel-mesenchymale overgang (EMT) kunnen bevorderen. Fosforylering van tyrosineresiduen in de geactiveerde TGF-β-receptor resulteert in de rekrutering van verschillende adaptereiwitten, betrokken bij de activering van reactiepaden die TGF-β-geïnduceerde EMT kunnen mediëren, die in staat zijn de canonieke TGF-β-signalering te versterken. De geactiveerde TGF-β-receptor kan ook rechtstreeks op myofibroblasten inwerken, waardoor fibrose wordt bevorderd. In een experimenteel model van darmfibrose is aangetoond dat remming van TGF-β type I-receptor de Smad2- en 3-fosforylering, collageensynthese en TIMP-1-activiteit vermindert (waarvan is aangetoond dat het een pro-fibrotische rol speelt in de darmen). In dit model wordt de receptor zelf up-gereguleerd, wat erop wijst dat deze een actieve rol speelt in het fibrotische proces.
Een andere niet-Smad-signaalroute omvat de door TGF-β geactiveerde kinase TAK1. TAK1 is een serine/threoninekinase die snel wordt geactiveerd door TGF-β, maar ook kan worden geactiveerd door omgevingsstress. Deze kinase kan signalen naar verschillende moleculen downreguleren. Er is met name aangetoond dat TAK1 geassocieerd is met fibrose in gekweekte fibroblasten, waar het in staat was de door TGF-β geïnduceerde expressie van collageen I en IV te mediëren.
De TGF-β-signalering kan ook samenwerken met een ander reactiepad dat betrokken is bij EMT, het canonieke Wnt/β-catenine-reactiepad. De wisselwerking tussen de twee signalen is aangetoond bij wondgenezing en wondhermodellering. In het bijzonder reguleert de Wnt/β-catenine-signalering het effect van de TGF-β/Smad-signalen en, indien geactiveerd, wordt een verlengde β-catenine-expressie bij hypertrofische littekens waargenomen. Bovendien vertonen cellen verkregen van patiënten met lever- en longfibrose een samenwerking tussen de twee reatiepaden tijdens de overgang van fibroblast naar myofibroblast. Er werd ook gevonden dat TGF-β de β-catenine- en Wnt-signalering opreguleert door de remming van de kinase Glycogen Synthase Kinase 3 beta (GSK3-β), waardoor het EMT-proces wordt versterkt. Een ander onderzoek naar alveolaire cellen heeft aangetoond dat β-catenine noodzakelijk is voor α-SMA-transcriptie (een kenmerk van EMT), en dat de inductie ervan door TGF-β afhangt van de activiteit van het CREB-bindend eiwit (CBP, ook bekend als cAMP-responselement) bindend eiwit). Het Wnt/β-catenine-reactiepad speelt een andere rol bij EMT-inductie. In normale omstandigheden vormt het inactieve β-catenine een complex met E-cadherine, gelegen aan de epitheelbarrière . Dit complex is betrokken bij het handhaven van de epitheliale stabiliteit en bij het stilhouden van de β-catenine-signalering. Bij pathologische aandoeningen, zoals fibrose, is de Wnt-signalering actief, wordt het complex verstoord, kan het β-catenine zich vrij verplaatsen naar de kern en wordt het E-cadherine afgebroken, waardoor het verlies van het epitheliale fenotype wordt versterkt. Er is zelfs aangetoond dat de door EMT gemedieerde verstoring van het E-cadherine/β-catenine-complex tot fibrose leidt. Bovendien wordt door het remmen van de complexe verstoring het epitheliale fenotype hersteld, wat een cruciale rol suggereert voor de Wnt-gemedieerde EMT bij fibrose.
Op fibrotisch gebied wordt het EMT-proces ook geïnduceerd door hypoxie via TGF-β-signalering. Hypoxie wordt in feite geassocieerd met verschillende fibrotische ziekten en verhoogde expressie van TGF-β. In feite wordt de belangrijkste mediator van de cellulaire respons op hypoxie, de hypoxie-induceerbare factor (in zowel zijn isovormen HIF-1α als HIF-2), geïnduceerd en gestabiliseerd door behandeling met TGF-β en dit resulteert in een verhoogde fibrose. HIF-1α kan EMT ook direct activeren door de expressie van EMT-regulatoren zoals Snail, Slug of Twist. Een ander mechanisme van door hypoxie geïnduceerde EMT omvat de activering van LOX's (lysyloxidasen), dit zijn door HIF geïnduceerde genen die in staat zijn de expressie van E-cadherine te downreguleren en EMT te verbeteren.

## Vormen van fibrose
Fibrose kan voorkomen in vele lichaamsweefsels, doorgaans als een gevolg van ontsteking of weefselschade, met de vorming van littekenweefsel/verlittekening als potentieel gevolg.
Het verschijnsel fibrose is een basaal principedefinitie (alle fibrosevormen hebben het hoofdzakelijke mechanisme van bindweefseltoename/woekering gemeen, als deel van de pathofysiologie) en kent vele vormen. 
Enkele voorbeelden van manifesteringsvormen:
Longen
- Longfibrose
- Taaislijmziekte
- IPF (Idiopathische longfibrose)

Lever
- Cirrose (cirrose is een eindstadium van leverfibrose)[5]

Hart
- Atriale Fibrose (verdikking/toename hartweefsel en mogelijk een oorzaak van boezemfibrilleren)[6]
- Endomyocardiale fibrose (loefflerendocarditis)
- Oud hartinfarct (persistente gevolgen zoals weefselveranderingen in de vorm van fibrose)

Overig
- Artrofibrose (knie, schouder en andere gewrichten)
- Ziekte van Dupuytren (handen en vingers)
- Keloïd (huid)
- Mediastinale fibrose (zachte weefsel in het mediastinum, dus tussen de longen in)
- Myelofibrose (beenmerg)
- Ziekte van Peyronie (penis)
- Nefrogene systemische fibrose (huid)
- Progressieve massale fibrose (longen); omgevingsgerelateerde longziekte, zie ook Pneumoconiose
- Retroperitoneale fibrose (RPF) (zachte weefsels van het retroperitoneum)[7]
- Sclerodermie/Systemische sclerose (huid, en diverse organen)[8]
- Sommige vormen van frozen shoulder (schouder)

## Behandeling
De meest radicale vorm van therapie is het vernietigen van de myofibroblasten. Hiervoor worden zogenaamde NK-cellen gebruikt. NK-cellen vernietigen normaal gesproken de lichaamseigen cellen die zijn geïnfecteerd door virussen of andere aanvallers. De meest praktische therapievorm is echter het ergens remmen van de signaaltransductie van het signaalmolecuul TGF-β. Er zijn ook veel lood- en oudere stoffen bekend die bijvoorbeeld p38 MAPK remmen. Stoffen waarvan bekend is dat ze leiden tot TGF-β-activering, zoals angiotensine of aldosteron, worden beïnvloed door de momenteel beschikbare medicijnen.